# نووموسلیوموو
نووموسلیوموو (انگلیسی: Novomuslyumovo) یک شهرک در شهرستان مچتلینسکی استان باشقیرستان کشور روسیه است.